# Unterstadion
Unterstadion è un comune tedesco di 728 abitanti, situato nel land del Baden-Württemberg.